# Ariaramna (Kappadokien)
Ariaramna / Ariaramnes / Ariamnes  († um 225 v. Chr.) war von etwa 255 bis ca. 225 v. Chr. Herrscher von Kappadokien. Sein Name bedeutet: Die Arier befriedend. 
Ariaramna war der älteste von drei Söhnen des Ariarathes II. Durch eine geschickte Heiratspolitik – sein Sohn Ariarathes wurde mit der Tochter des Antiochos II. Stratonike verheiratet – baute Ariaramna seine Position weiter aus. Sein Nachfolger wurde sein Sohn Ariarathes III., den er schon zu Lebzeiten zum Mitregenten ernannte.
Wichtigste Quelle zur Regierung des Ariaramnes ist Diodor.
| Personendaten    | Personendaten             |
| ---------------- | ------------------------- |
| NAME             | Ariaramna                 |
| ALTERNATIVNAMEN  | Ariaramnes; Ariamnes      |
| KURZBESCHREIBUNG | Herrscher von Kappadokien |
| GEBURTSDATUM     | 3. Jahrhundert v. Chr.    |
| STERBEDATUM      | um 225 v. Chr.            |